# Hej, halászok, halászok
A Hej, halászok, halászok kezdetű magyar népdalt Vikár Béla gyűjtötte a Csongrád vármegyei Szegváron 1900-ban. Bartók Béla jegyezte le a fonográf-felvételt.
A szövegnek más dallamváltozatai is vannak.
Feldolgozások:
| Szerző          | Mire                       | Mű                                                     | Előadás |
| --------------- | -------------------------- | ------------------------------------------------------ | ------- |
| Bárdos Lajos    | egynemű kar                | Tisza partján, II. dal                                 | [ 2 ]   |
| Bárdos Lajos    | vegyeskar                  | Tiszai dallamok, II. dal                               | [ 3 ]   |
| Szőnyi Erzsébet | négykezes zongora          | Zongoraiskola I., Négykezesek 9. darab: Hej, halászok… |         |
| Máriássy István | zongora vagy ének és gitár | Elindultam szép hazámból, 15. kotta                    |         |

## Kotta és dallam
| Hej, halászok, halászok, merre mén az hajótok? Törökkanizsa felé, viszi a víz lefelé. | Hej, halászok, halászok, mit fogott a hálótok? Nem fogott az egyebet, vörösszárnyú keszeget. | Hát a keszeg mit eszik, ha a hálóba teszik? Nem eszik az egyebet, csak szerelemgyökeret. |

## Felvételek
- Hej, halászok, halászok. Énekel: Csóka Anita  YouTube (2015. március 19.)  (Hozzáférés: 2016. április 3.) (audió)
- Hej, halászok, halászok. Duna-együttes Ének- és Zenekara  YouTube (1961. november 17.)  (Hozzáférés: 2016. április 3.) (audió)
- Hej halászok, halászok. Énekel: Ferrari Violetta és Soós Imre  YouTube (1951)  (Hozzáférés: 2016. április 3.) (videó) Részlet a Civil a pályán című filmből.
  - Megyeri József:  Zenei frázisok néhány magyar filmben (1947-1953). www.filmintezet.hu (Hozzáférés: 2016. április 3.) arch

Átdolgozások:
- Hej halászok. Patton Eszter és Hanna (zongora, négykezes)  www.youtube.com (2016. március 24.)  (Hozzáférés: 2016. április 3.) Kóciás György 2. szerzői estje.
- Hej halászok, halászok. Neoton Familia  YouTube (2012. szeptember 19.)  (Hozzáférés: 2016. április 3.) (audió)
- Hej halászok, halászok. Waszlavik László  YouTube (2009. december 8.)  (Hozzáférés: 2016. április 3.) (audió)